# تپه تاکی یاما
تپهٔ تاکی‌یاما (به ژاپنی: 滝山丘陵 takiyamakyuryo) در منطقهٔ هاچی‌اوجی در توکیو قرار دارد. ارتفاع این تپه ۱۷۰ متر است.

## دسترسی به مسیر راهپیمایی
برای رسیدن به نقطهٔ آغازین مسیر راه‌پیمایی در ایستگاه آکیشیما می‌توان از خطوط قطار جی آر و از خط چوئو-هونسن و خط اومه استفاده کرد. از ایستگاه شینجوکو در داخل توکیو تا ایستگاه آکیشیما در حدود ۴۰ دقیقه با قطار طول می‌کشد. برای رسیدن به مقصد یکبار باید در ایستگاه تاچیکاوا قطار را عوض کرد.
برای شروع مسیر راهپیمایی، ابتدا باید از ایستگاه آکیشیما به‌طرف پل ‌هایجیما
 حدود یکساعت راهپیمایی کرد تا به راه ورودی مسیر راهپیمایی تپهٔ تاکی یاما رسید. بر دهنهٔ ورودی این راه، تابلوی راهنما قرار دارد که بر روی آن عبارت «滝山丘陵口» نوشته شده‌است. بعد از این، مسیر  باید با توجه به علامات راهنما پیموده شود. راه‌ بازگشت راهی است که به ایستگاه هیگاشی-آکیرو
 وابسته به خط ایتسوکاایچی جی آر ختم می‌شود. طول این مسیر ۱۰ کیلومتر است. به‌طور تقریبی پیمودن این مسیر سه ساعت و نیم طول می‌کشد.

## نگارخانه

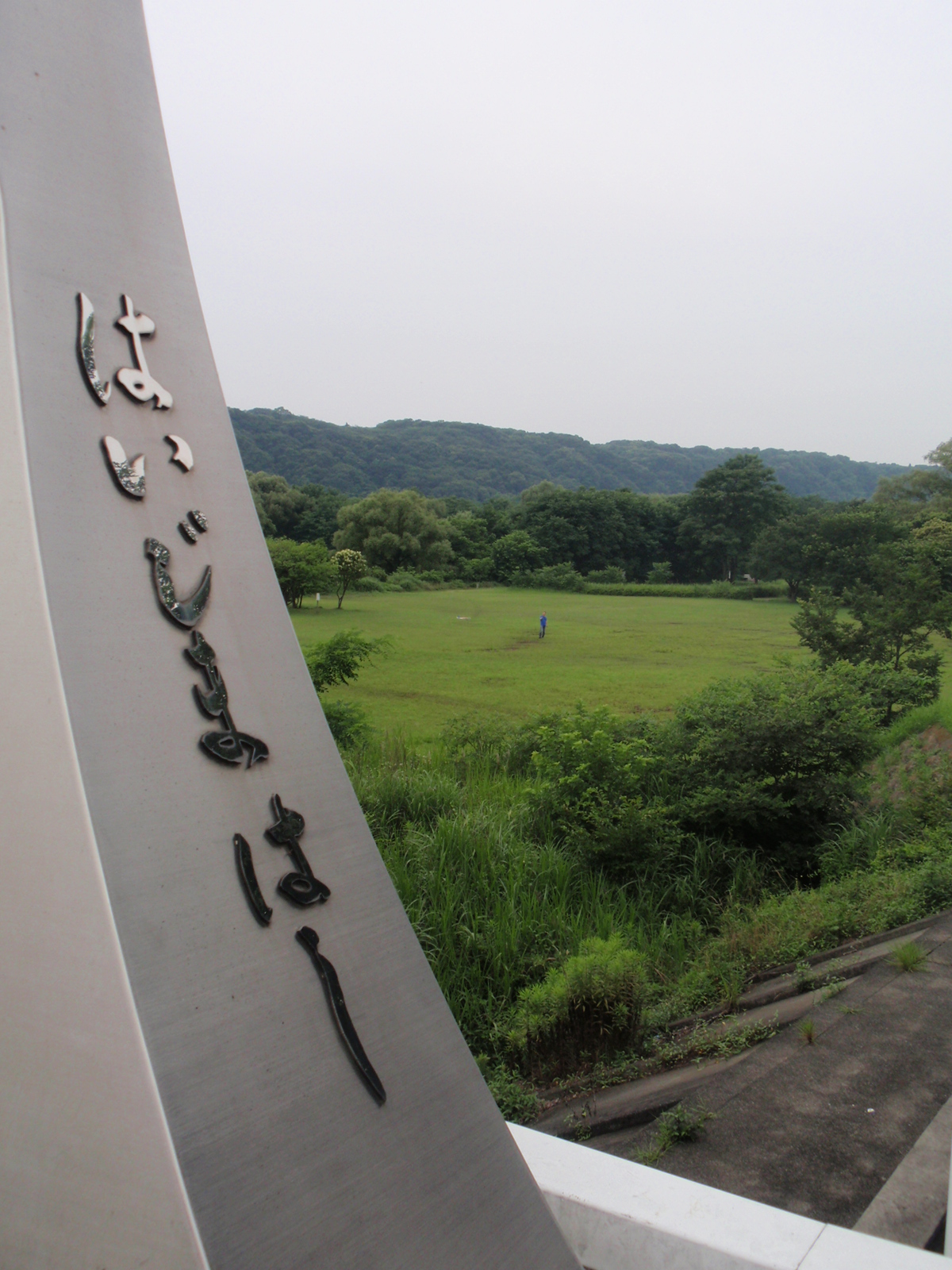
پل‌ هایجیما بر روی رود تاما در بین مسیر از ایستگاه آکیشیما تا تپهٔ تاکی‌یاما.
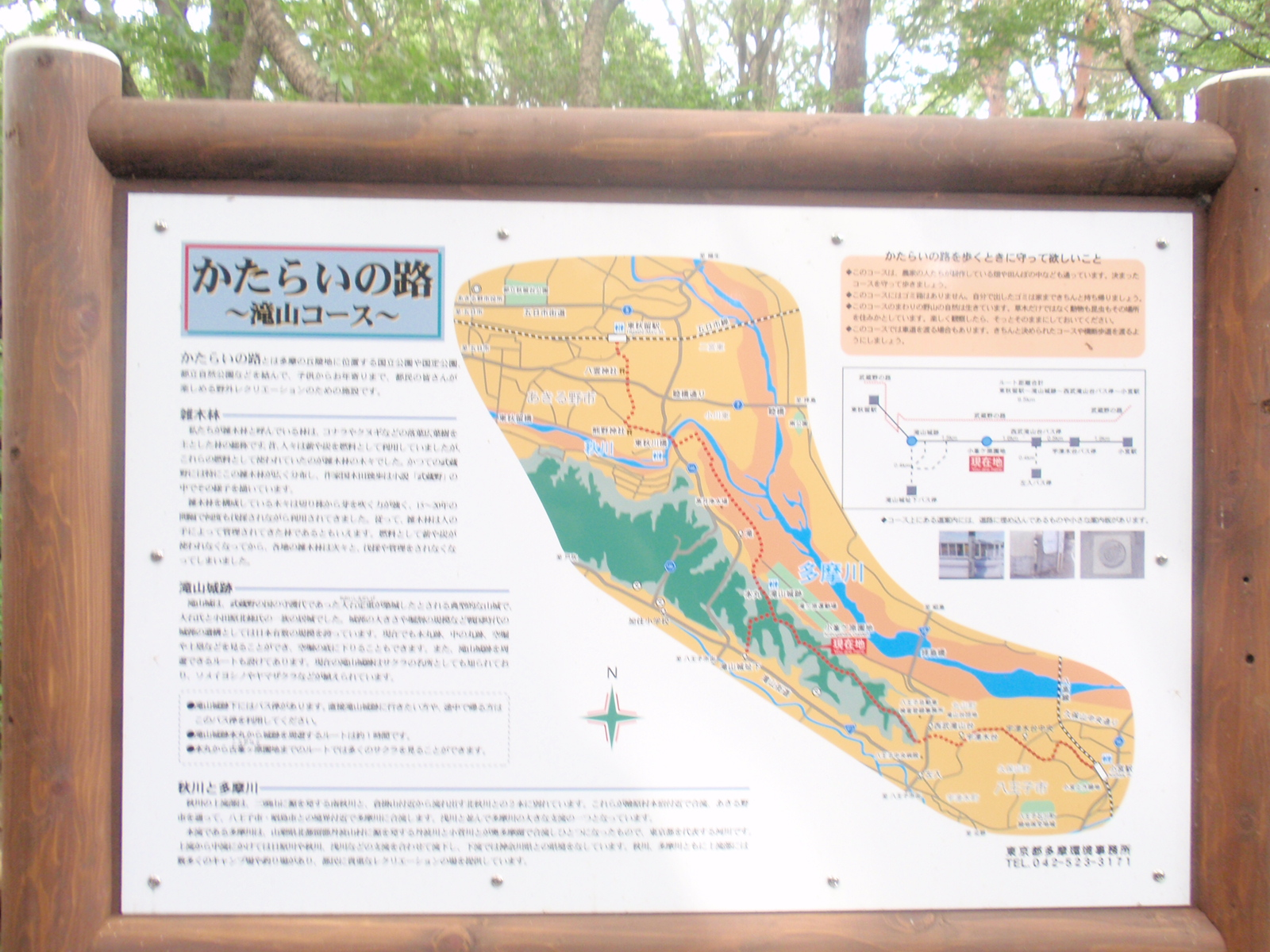
تابلوی راهنما در طی مسیر تپهٔ تاکی‌یاما.

## برابرهای ژاپنی
1. ↑  昭島
2. ↑  昭島
3. ↑  立川
4. ↑  拝島橋
5. ↑  東秋留